# Estany de la Llosa (Angostrina)
L'Estany de la Llosa, un dels dos del mateix nom en aquest terme, és un estany del Pirineu, situat en el terme comunal d'Angostrina i Vilanova de les Escaldes, a l'Alta Cerdanya, de la Catalunya del Nord.
És a 2.414,9 metres d'altitud, a la Coma de la Llosa, a llevant de la Serra de l'Orri, al sud-oest del Puig Peric i al sud-est del Puig de la Cometa i de l'Estany Blau. Té sota seu, al sud-est, l'Estany Baix, subsidiari seu. Com tots els estanys esmentats, pertany a la conca de la Tet.
L'Estany de la Llosa és un indret visitat habitualment per les rutes excursionistes del sector nord del Massís del Carlit.